# The Savage Woman
The Savage Woman è un film muto del 1918 diretto da Edmund Mortimer e da Robert G. Vignola che, benché avesse iniziato le riprese del film, non venne accreditato da nessuna pubblicità come regista.
La sceneggiatura del film si basa sul lavoro teatrale La Fille sauvage di François de Curel andata in scena a Parigi il 17 febbraio 1902.

## Trama
Dopo la morte del padre, caduto da un dirupo, la giovane Renee Benoit resta sola, abbandonata nel deserto abissino, rivestita solo di pelli di animale e di qualche perlina. 

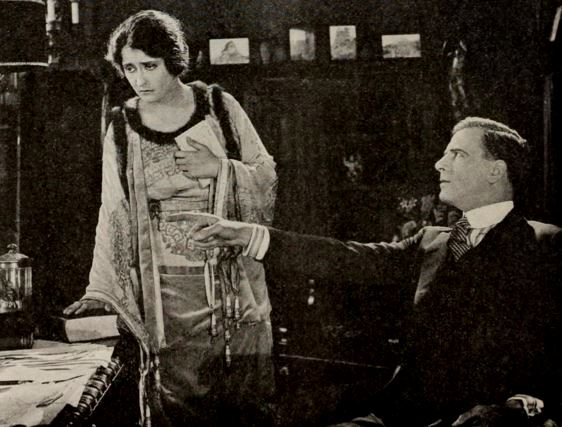
Clara Kimball Young e Milton Sills

Mentre il principe Menelek visita un tempio in rovina, vede Renee e, scambiandola per la regina di Saba, decide di farne la sua sposa. La ragazza, fuggendo da Menelek, incontra Jean Lerier, un esploratore francese. L'uomo, che soffre per un amore infelice, colpito dalla bellezza di Renee, pensa di portarla con sé in Francia, per ingelosire Aimee Ducharme, la donna che lo ha respinto.
A Parigi, la giovane, con la sua bellezza selvaggia, ha un grande successo ma, ben presto, si rende conto che Jean non è innamorato di lei. Furiosa, distrugge le reliquie portate dall'Abissinia, oggetti di enorme valore, e si imbarca per l'Africa.
Jean, rimasto solo, si rende conto di amarla e ritorna in Abissinia a cercarla, ma viene catturato da Menelek. Portato davanti alla "regina di Saba", lei si inchina davanti all'esploratore e il principe libera Jean, lasciando liberi i due amanti che finalmente sono riuniti.

## Produzione
Il film - girato nei Lasky Studio di Hollywood - fu prodotto dalla Clara Kimball Young Film Corporation.

## Distribuzione
Il copyright del film, richiesto dalla Select Pictures Corp., fu registrato il 15 settembre 1918 con il numero LP12999.
Distribuito dalla Select, il film - presentato da Clara Kimball Young - uscì nelle sale cinematografiche statunitensi il 12 agosto 1918.